# Magda Gabor
Pour les articles homonymes, voir Gabor.
Magda Gabor (née le 11 juin 1915 à Budapest, Autriche-Hongrie aujourd'hui Hongrie, et décédée le 6 juin 1997 à Palm Springs, États-Unis) est une actrice de télévision américaine.
Ses rôles sont la plupart du temps limités aux représentations de télévision d’elle-même en tant qu’une des sœurs Gabor. Ses plus jeunes sœurs sont Zsa Zsa Gabor et Eva Gabor, et sa mère est Jolie Gabor (en). Magda Gabor a connu six mariages, et sa sœur Zsa Zsa neuf mariages. Les sœurs Gabor sont considérées comme des pionnières de la vie mondaine moderne,.

## Biographie
Née en Hongrie, Magda Gabor y commence sa carrière d'actrice et fait une apparition sur les grands écrans (Modern Girls, 1937). Elle se marie une première fois en 1937 avec Jan Byschowsky, mais de nombreuses rumeurs courent sur ses relations avec un ambassadeur portugais, Carlos Sampaio Garrido, et un noble espagnol, José Luis de Vilallonga.
Magda Gabor fuit son pays en 1944. Elle s'installe d'abord au Portugal et rejoint ensuite sa famille installée aux États-Unis en 1946. Elle se marie alors avec le scénariste William M. Rankin, un mariage qui dure un an. En 1949, elle se marie avec l'avocat Sidney Robert Warren. Ils divorcent l'année suivante. Elle se marie ensuite avec le riche héritier Arthur "Tony" Gallucci. Ils restent mariés jusqu'au décès de ce dernier en 1967. 
En 1969, elle acquiert une luxueuse résidence dans le quartier de Little Tuscany à Palm Springs en Floride où elle réside jusqu'à son décès en 1997. La résidence est revendue l'année suivante,. En 1970, elle se marie avec George Sanders, l'ex-mari de sa sœur Zsa Zsa, un mariage qui ne dure qu'un mois. Elle se marie une dernière fois en 1972 avec un investisseur immobilier, Tibor Heltai. Le couple divorce en 1975.
Magda est morte d'une maladie rénale en 1997.